# Gestão de patrimônio cultural
Gestão de Patrimônio Cultural é a ação de administrar um bem ou um grupo de bens culturais, materiais ou imateriais; preservando, protegendo e o integrando a comunidade local, nacional e mundial.

## Elementos de gestão

### Legalização
As instituições que pretendem gerir um bem cultural, precisam seguir as normas definidas através de legislações, que podem ser nacionais, regionais ou mundial. As legislações definem o processo para o tombamento de um patrimônio.

### Instituição
A instituição pode ser composta de uma ou mais organizações e serão responsáveis por todo o sistema de gestão do bem cultural.

### Recursos

#### Recursos humanos
Mão de obra de profissionais e voluntários que serão responsáveis pela área administrativa, de estudos e conservação do patrimônio.

#### Recursos financeiros
Captação monetária para manter os custos de mão de obra, estudos e conservação do patrimônio.

#### Recursos intelectuais
Estudos e pesquisas sobre o bem cultural, para torna-lo acessível a comunidade e manter a gestão do patrimônio atualizado e aprimorado.

## Tipos de sistemas de gestão
Patrimônio que é gerido por uma única instituição.
Patrimônio que é gerido por mais de um proprietário. Os proprietários podem ser uma ou mais instituições, proprietários privados e autoridades locais.
Patrimônio que é gerido de uma forma mais complexa, que além de incluir diversas instituições, proprietários privados, autoridades locais; abrange os locais ao entorno do patrimônio, chamados de Zona Tampão. Os Patrimônios Mundiais se enquadram nesse tipo de gestão.

## Instituições de gestão de patrimônios
Há dois tipos de instituições:
- Intergovernamentais – Instituições Internacionais.[2]
- Governamentais - Instituições nacionais, estaduais e locais.[2]

| Nome                                                                 | Sigla  | Função |
| -------------------------------------------------------------------- | ------ | --- |
| Organização das Nações Unidas para a Educação, a Ciência e a Cultura | UNESCO | Criou a Convenção do Patrimônio Mundial. É uma instituição intergovernamental para dar assistências para as instituições nacionais que gerem Patrimônios Culturais e Naturais Mundiais. |

| Nome                                                   | Sigla | País     |
| ------------------------------------------------------ | ----- | -------- |
| Instituto de Patrimônio Histórico e Artístico Nacional | IPHAN | Brasil   |
| Instituto Português do Património Cultural             | DGPC  | Portugal |

| Nome                                                                           | Sigla      | Estado            |
| ------------------------------------------------------------------------------ | ---------- | ----------------- |
| Conselho de Defesa do Patrimônio Histórico Arqueológico, Artístico e Turístico | CONDEPHAAT | São Paulo         |
| Instituto Estadual do Patrimônio Cultural                                      | INEPAC     | Rio de Janeiro    |
| Instituto do Patrimônio Artístico e Cultural                                   | IPAC       | Bahia             |
| Coordenação do Patrimônio Cultural                                             | CPC        | Paraná            |
| Instituto do Patrimônio Histórico e Artístico do Estado                        | IPHAE      | Rio Grande do Sul |
| Instituto do Patrimônio Histórico e Artístico do Estado da Paraíba             | IPAHEP     | Paraíba           |
| Diretoria de Preservação Cultural                                              | DPCULT     | Pernambuco        |
| Instituto Estadual do Patrimônio Histórico e Artístico                         | IEPHA      | Minas Gerais      |
| Conselho Estadual de Preservação do Patrimônio Cultural                        | COEPA      | Ceará             |

| Nome                                                                                                   | Sigla    | Município |
| --- | -------- | --------- |
| Conselho Municipal de Preservação do Patrimônio Histórico, Cultural e Ambiental da Cidade de São Paulo | CONPRESP | São Paulo |